# Nidže
Nidže (makedonski: Ниџе, grčki: Βόρας, Voras) je planina u jugozapadnom dijelu Sjeverne Makedonije, i sjevernom dijelu Grčke. Preko planine prolazi granica između Sjeverne Makedonije i Grčke. Ovu planinu često zovu, po njenom najvišem vrhu samo -–Kajmakčalan, i to s obe strane granice.

## Osobine
Planina Nidže obuhvaća površinu od 900 km 2, 1/3 od njene površine nalazi se u Sjevernoj Makedoniji, a 2/3 planine pripadaju Grčkoj. 
Planina je sa sjevernomakedonske strane karakteristična po skoro netaknutoj prirodi: bogatim šumama bora, čistim izvorima rijeka i pašnjacima na preko 2000 metara nadmorske visine. Po nastanku i geološkom sastavu slična je Jakupici i Baba-Planini. S grčke stane granice, nalazi se vrlo moderno uređeno skijališe – Kaimaktsalan Ski Center – Voras. U podnožju planine nalazi se jezero – Vegoritis, i termalni izvor s kupalištem Loutraki (znan i kao Pozar).
Planina Nidže bila je mjesto velikih bitaka 1916. za vrijeme prvog svjetskog rata. Na njoj su poginuli brojni srpski i bugarski vojnici.

## Planinski vrhunci
Najviši vrh je Kajmakčalan (2521 metara). Na njemu se nalazi mala kapela i grobnica srpskih vojnika koji su tu poginuli za vrijeme Prvog svetskog rata. Na vrhu se nekad nalazila i osmatračnica srpske vrhovne komande, koja je premještena, te se sada nalazi u centru Beograda.
Ostali značajniji vrhovi su Starkov grob (1876 m) i Dobro polje (1700 m).
Do planine se može doći sa sjevernomakedonske strane iz grada Bitole odnosno sela Skočivir, a s grčke iz Edesse, Florine ili Kozania.

## Vanjske poveznice
|  | Zajednički poslužitelj ima još gradiva o temi Nidže |

O ski centru Voras